# Öttusa az 1996. évi nyári olimpiai játékokon
Az 1996. évi nyári olimpiai játékokon az öttusában egy versenyszámban avattak olimpiai bajnokot. A csapatok szereplését innentől kezdve nem értékelték, elsősorban azért, hogy ne lehessen egy teljesítménnyel két eredményt elérni. További újítást jelentett az egynapos versenyek bevezetése.

## Éremtáblázat
(Magyarország eltérő háttérszínnel, az egyes számoszlopok legmagasabb értéke vagy értékei vastagítással kiemelve.)
| Az 1996. évi nyári olimpiai játékok éremtáblázata öttusában | Az 1996. évi nyári olimpiai játékok éremtáblázata öttusában | Az 1996. évi nyári olimpiai játékok éremtáblázata öttusában | Az 1996. évi nyári olimpiai játékok éremtáblázata öttusában | Az 1996. évi nyári olimpiai játékok éremtáblázata öttusában | Olimpia  |
| ----------------------------------------------------------- | ----------------------------------------------------------- | ----------------------------------------------------------- | ----------------------------------------------------------- | ----------------------------------------------------------- | -------- |
|                                                             | Ország                                                      | Arany                                                       | Ezüst                                                       | Bronz                                                       | Összesen |
| 1.                                                          | Kazahsztán (KAZ)                                            | 1                                                           | 0                                                           | 0                                                           | 1        |
|                                                             |                                                             |                                                             |                                                             |                                                             |          |
| 2.                                                          | Oroszország (RUS)                                           | 0                                                           | 1                                                           | 0                                                           | 1        |
|                                                             |                                                             |                                                             |                                                             |                                                             |          |
| 3.                                                          | Magyarország (HUN)                                          | 0                                                           | 0                                                           | 1                                                           | 1        |
|                                                             |                                                             |                                                             |                                                             |                                                             |          |
| Összesen                                                    | Összesen                                                    | 1                                                           | 1                                                           | 1                                                           | 3        |

## Érmesek
| Az 1996. évi nyári olimpiai játékok érmesei öttusában |                                       |       |                                    |       |                                     |       |
| Versenyszám                                           | Arany                                 | Arany | Ezüst                              | Ezüst | Bronz                               | Bronz |
| Egyéni                                                | Alekszandr Parigin · Kazahsztán (KAZ) | 5551  | Eduard Zenovka · Oroszország (RUS) | 5530  | Martinek János · Magyarország (HUN) | 5501  |

## Magyar szereplés
- Martinek János: 3. hely, 5501 pont
- Hanzély Ákos: 6. hely, 5435 pont
- Sárfalvi Péter: 21. hely, 5196 pont